# Binding Passions. Tales of Magic, Marriage and Power at the End of the Renaissance
Binding Passions. Tales of Magic, Marriage and Power at the End of the Renaissance ist ein Buch des Historikers Guido Ruggiero, welches 1993 bei der Oxford University Press erschienen ist. In fünf Abschnitten werden die Themen Sexualität, Ehe, Macht, Magie und Alltagsleben in der Region Venedig zur Zeit der italienischen Renaissance untersucht.
Das Buch kann der Forschungsdisziplin der Mikrogeschichte zugeordnet werden, diese Einordnung ist aber umstritten.

## Erkenntnisinteresse und Vorgehen
Dem Buch liegt die These zugrunde, dass Ende des 16. Jahrhunderts die verborgenen Leidenschaften passions, besonders die körperlichen Leidenschaften passions of the flesh, in eine Parallelwelt mit eigenen Werten, Regeln und eigener Kultur verschoben wurden. Dies, da die christlich geprägte Gesellschaft eine Unterdrückung dieser passions verlangte. Das Ziel des Buches ist die Erforschung dieser Parallelwelt. Ruggiero legt dabei weitere Aspekte fest, deren Funktion und Signifikanz er näher untersuchen will und definiert sie als: „Prostitution, Konkubinat, Liebes-Zauber, abtrünnige Kleriker, Doppelstandards bezüglich männlicher Promiskuität, soziale Hierarchie die über die Schikane der Frauen unterer Klassen hinwegsieht und ein Bild von Sex das mit einer passiv-aktiven Dialektik die leicht in Gewalt abrutschen kann einhergeht.“ Bereits in der Einleitung wird erwähnt, dass seine Erwartungen einer grundsätzlich gegensätzlichen Parallelwelt nicht erfüllt wurden. Er stieß stattdessen auf eine leicht verschobene Parallelwelt, in der ähnliche Formen im Umgang mit passions vorherrschten, wie sie auch in der Gesamtgesellschaft vorzufinden waren. Jedoch waren die damit verbundenen Bedeutungen anders als in der Gesamtgesellschaft und laut Ruggiero oft auch poetischer aufgeladen.
Der Autor geht davon aus, dass im untersuchten Zeitraum Ende des 16. Jahrhunderts die Parallelwelt durch die lokale Inquisition sichtbarer und fassbarer wurde, da viele detaillierte Befragungs- und Prozessakten entstanden.
So stützte er sich in seiner Arbeit hauptsächlich auf Prozessakten und Unterlagen aus dem Staatsarchiv von Venedig, dem Archivio della Curia Vescovile di Feltre und auf die Aufzeichnungen aus dem Archiv des Holy Office von Venedig.
Das Holy Office of Venice wurde 1547 im Rahmen der lokalen Inquisition gegründet und stellte eine Kooperation zwischen der säkularen Stadtregierung von Venedig und der Kirche dar. Das Ziel dieses Körpers war die Bekämpfung von Häresie, Hexerei, Magie und des Aberglaubens.
Aus seinen Recherchen baute Guido Ruggiero fünf Geschichten auf, welche er mit historischen Hintergründen und Einordnungen ergänzte. So verwendete er beispielsweise auch Literatur aus dem 16. Jahrhundert, wie im ersten Kapitel Auszüge aus Pietro Aretinos Ragionamenti, die er kommentierte und mit deren Hilfe er versuchte, einzelne Motive in damalige Perspektiven einzuordnen.
Guido Ruggiero beschreibt sein Vorgehen als historisches Geschichtenerzählen, wobei er versucht das Geschichtenerzählen mit der Mikrogeschichte zu verbinden. Sein Ziel ist es, analytische Technik um eine ästhetische Dimension zu erweitern und somit das Leseerlebnis unterhaltsam zu gestalten. Es ist nicht sein Anliegen, endgültige Wahrheiten darzulegen, sondern den Leser mit gut recherchierten Geschichten an die Alltagswelt und das Thema der passions im Venedig des späten 16. Jahrhunderts heranzuführen.
Einflüsse auf die historische Erzählschreibweise stammen laut Guido Ruggiero von den Historikern Carlo Ginzburg, Edoardo Grendi, Natalie Zemon Davis, Gene Brucker, David Sabean, Robert Darnton und John Demo. Das Buch ist Natalie Zemon Davis und Gaetano Cozzi gewidmet.

## Inhaltsangabe
Das Buch ist in fünf Abschnitte unterteilt in welchen jeweils voneinander unabhängige Geschichten erzählt werden.
Einleitung: Carne Vale and Carnival
In der Einleitung wird anhand des Falles zweier junger Edelmänner, die eine Prostituierte während des Karnevals in Venedig bedrängten, in die Fragestellung, methodische Vorgehensweise, Hintergründe und Themenkomplexe des Buches eingeführt (siehe dazu Erkenntnisinteresse und Vorgehen). Am Bild des Karnevals, einer Zeit des Ausnahmezustands erläutert Ruggiero das titelgebende Thema der Binding Passions, zu Deutsch etwa: das (Zurück-)Binden der Leidenschaften. Laut ihm werden in der westlichen Tradition das Fleisch/der Körper und seine Leidenschaften seit jeher auf verschiedene Arten als bedrohlich eingestuft. Dem Gegenüber stünden jeweils auch „korrekte“ Formen der Leidenschaften, welche zur Ordnung der Gesellschaft beitrügen.
Love Bound: Adriana Savorgnan, Common Whore, Courtesan and Noble Wife
Der erste Teil des Buches handelt von Adriana Savorgnan, einer Kurtisane aus der Stadt Venedig. Sie heiratete Marco Dandolo, der einer der wichtigsten Familien der Stadt angehörte. Seine Familie wollte die Ehe annullieren lassen und klagte Adriana vor dem Holy Office an, Marco mittels eines Liebes-Zaubers an sich gebunden und zur Ehe gezwungen zu haben.
Die Themen, welche in diesem Abschnitt näher beleuchtet werden, umfassen die Beziehung zwischen den Welten der Kurtisanen und Eliten, sowie das Leben der Prostituierten und die sozialen Stufen, welche unter den Prostituierten existierten.
In diesem Kapitel konzentriert sich Ruggiero vor allem auf die Grenzen von Klasse und Status, die Adriana in ihrer Rolle als Prostituierte festbanden und die auch Marco mithilfe von Werten und Familienehre gebunden hatten. Dabei untersucht er die Aspekte der Prostitution, des Konkubinats und der Liebes-Zauber genauer und wie sie mit den Grenzen von Klasse und Status zusammenhingen.
„More Dear to Me Than Life Itself“: Marriage, Honor, and a Woman’s Reputation in the Renaissance
Im zweiten Teil wird Elena Cumano vorgestellt. Elena Cumano war die Tochter eines Anwalts und lebte in der kleinen Stadt Feltre. Sie wurde von ihrem aus angesehener Familie stammenden Liebhaber Gianbattista Faceno geschwängert, nachdem dieser ihr das Versprechen gegeben hatte sie zu heiraten. Bevor er dieses jedoch eingelöst hatte, verschwand er aus ihrem Leben. Ihr wurde vom Holy Office vorgeworfen, sie habe versucht Gianbattista Faceno mittels einer Wachsfigur, Magie und Hexerei an sich zu binden. In diesem Abschnitt werden die Themen der Hochzeit, Ehe, Familie, Familienehre, Sozialer Hierarchie, Liebes-Zauber, Anschuldigungen der Hexerei und deren Auswirkungen behandelt.
Dabei versucht Ruggiero die komplexen Zusammenhänge zwischen Ehe, Ehre und Ansehen aufzuzeigen und wie dieses Geflecht von einzelnen Frauen zu ihrem Vorteil genutzt wurde.
That Old Black Magic Called Love
Der dritte Abschnitt des Buches handelt von der Zusammenarbeit zwischen der venezianischen Kurtisane Paolina di Rossi und dem Kleriker Don Felice di Bibona.
Hauptsächlich geht es hierbei um die Welt der Liebes-Zauber, welche durch Frauen und deren Netzwerke geprägt wurde. Damit verbunden waren auch spirituelle, körperliche, räumliche und verbale Dimensionen, auf welche in diesem Abschnitt näher eingegangen wird. Ruggiero geht außerdem besonders auf die Adaption von christlichen Zeichen, Worten und Symbolen im Bereich von magischen Handlungen ein. Wobei aufgezeigt wird, wie in dieser Parallelwelt des Glaubens an das Magische bekannte Systeme aufgegriffen und in ihrer Bedeutung abgewandelt oder ergänzt wurden.
The Women Priests of Latisana: Apollonia Madizza and the Ties That Bind
Im vierten Teil geht es um Apollonia Madizza, die aus der kleinen Stadt Latisana stammte. Apollonia und ihre Verbündeten wurden als Hexen angeklagt. Dennoch wurden sie von der Dorfgemeinschaft stark geachtet. Ihre Magie war eingebettet in spirituelle Praktiken, welche für die Gemeinschaft von so großer Bedeutung waren, dass Apollonia und ihre Verbündeten als eine Art Priesterinnen des Dorfes betrachtet wurden.
In diesem Abschnitt wird die Magie der Liebes-Zauber in einen lokalen Kontext gestellt. Dabei wird vor allem auch auf die Stereotypen eingegangen, welche sich in Bezug auf Hexen, Magie und die Macht der Frauen entwickelt haben.
Dabei streicht Ruggiero heraus, wie wichtig die spirituellen Praktiken, welche nicht direkt von der Kirche kamen für das Alltagsleben der Bewohner der kleinen Stadt waren. Er beschreibt ihre Spiritualität als von Kirche und alternativen Praktiken gleichermaßen geprägt. Diese alternativen Praktiken waren stark von kirchlichen Motiven beeinflusst und auf alltägliche Themen wie beispielsweise Liebe, Leidenschaften und Krankheit angepasst.
„The Fortune-Telling Fair“: Fra Aurelio di Siena and the Wages of Sin
Die letzte Geschichte handelt vom Priester und Mönch Aurelio di Siena, der sich agil zwischen den Welten bewegte. Neben seiner Arbeit als Geistlicher hielt er sich eigene Kurtisanen und verdiente viel Geld mit Prophezeiungen und magischen Handlungen der Liebe und Gesundheit. Er wurde mindestens viermal vom Holy Office angeklagt und musste schlussendlich auch ins Gefängnis.
Dabei wird klar wie anders er von der Gesellschaft wahrgenommen und gerichtet wurde als die in den vorigen Kapiteln beschriebenen Frauen. Durch ihn wird zudem ein männlicher Blick auf eine ansonsten von Frauen dominierte Welt gewährt. Im Verlauf des Kapitels wird auch eine Frage verstärkt beleuchtet, welche sich durch das ganze Buch zieht: die Frage nach der Beziehung zwischen den verschiedenen Ebenen der Kultur und Geschlechter zum Ende der Renaissance. Jedoch findet sie keine abschließende Antwort. Laut Ruggiero vereinen sich in dieser Geschichte die behandelten Themen von Prostitution, Ehe, Ehre, Magie, Liebes-Zaubern, abtrünnigen Klerikern und Doppelstandards bezüglich männlicher Promiskuität. Sie zeigt in einem extremen Beispiel auf, wie einfach Aurelio di Siena sich zwischen den Welten der Kirche und der passions of the flesh hin und her bewegen konnte und wie nah und fern sie sich gleichzeitig waren.
Schlusswort: The Poetry of the Everyday and Binding Passions
Im Schlusswort betont Ruggiero noch einmal seine Absicht die Geschichten einzelner Menschen und ihres Alltags darzulegen und nicht auf große historische Strukturen einzugehen. Dieser Ansatz würde es für ihn schwierig machen, abschließende Schlussfolgerungen zu ziehen. Was er jedoch herausstreicht, ist die Ehe als zentrale Referenz für das Binden der passions und die Magie als wichtig im Diskurs über das Binden.

## Rezeption
Die Einordnung des Buches ins Genre der Mikrogeschichte ist umstritten. Guido Ruggiero beschreibt seine Monographie im Buch selbst nicht direkt als mikrohistorische Studie, sondern als Mischung aus Geschichtenerzählen und Mikrogeschichte.
In den Rezensionen gibt es zur Einordnung einige kritische Stimmen, wie beispielsweise jene von Thomas V. Cohen. Er sieht das Buch nicht in striktem Sinne als mikrohistorische Studie, da nicht ein einzelner Fall großflächig ausgerollt und kommentiert wird, sondern mehrere kurze Geschichten zu generellen Schlussfolgerungen führen. Diese Schlussfolgerungen führen in Thomas V. Cohens Augen dann zu keiner scharfen These. Dennoch lobt er die Vielzahl der Mikro-Geschichten, welche Ruggiero erzählt, da dadurch eine Kritik entkräftet werden kann, welche gelegentlich an mikrohistorische Studien getragen wird. Nämlich, dass einzelne mikrohistorisch untersuchte Fälle nicht aussagekräftig genug wären, um etwas zu beweisen. Als weitere Anknüpfpunkte des Buches an die Mikrogeschichte führt er das Interesse am Kleinen und Bizarren, die Toleranz von offenen Enden, das Bewusstsein des Autors seiner Rolle und die gelegentliche Verspieltheit auf.
Thomas Kuehn und Robert Finlay teilen Thomas V. Cohens Auffassung, einer fehlenden scharfen These. Sie betonen, dass der Leser mit einigen offenen Fragen zurückbleibt und ihm die Schlussfolgerungen größtenteils selbst überlassen werden.
István Szijártó bemerkt ebenfalls, dass Ruggiero selbst zu keiner abschließenden Schlussfolgerung findet und stellt in Frage, inwiefern es für Ruggiero überhaupt möglich ist, seine eingangs gestellten Fragen mittels seiner Methode zu beantworten. Die Kritik an den fehlenden Schlussfolgerungen zeigt auf, dass ein wesentlicher Bestandteil von Szijártós Definition der Mikrogeschichte diesem Werk fehlt, nämlich die Beantwortung großer historischer Fragen. Dennoch behandelt István Szijártó das Buch im Werk What is microhistory? Theory and practice, wodurch er es für die Mikrogeschichte als relevant anerkennt, auch wenn es seine Definition nicht ganz erfüllt.
Die Methodik des historischen Geschichtenerzählens wird in den Rezensionen ebenfalls kritisch beurteilt. Konrad Eisenbichler und Thomas Kuehn erkennen das Buch zwar als der Mikrogeschichte zugehörig an, jedoch kommt in ihren Augen das literarische Interesse des Autors stärker zum Tragen als das historische. Robert Finlay hebt indes besonders das von Weltschmerz getränkte Ende heraus, welches die Sentimentalität, von der das Buch in seinen Augen geprägt ist zum Ausdruck bringt.
Des Weiteren führt Kuehn aus, dass die historischen Quellen nicht genug quellenkritisch eingeordnet werden und dem Text auch konsistente Theorien und Methodik fehlen. Auch Paul F. Grendler merkt an, dass für ihn zusätzliche Hintergrundinformationen, wie die originalen Aussagen aus den Archivunterlagen im Anhang fehlen.
In Julie Robin Solomons Rezension wird der Fokus auf Ruggieros Recherche bezüglich der Verbindung von Magie und Theologie gelegt. Sie erwähnt dabei, die komplexe Interpretation der hierarchischen Gesellschaftsregeln zur Unterdrückung der passions. Dabei werden aber keine allgemeingeltenden historische Aussagen oder Theorien über die Bedeutung der Magie in der frühen Neuzeit ausgelegt.
Ansonsten wurde das Buch größtenteils positiv rezipiert.
Paul F. Grendler lobt Ruggieros gute Kenntnis seiner venezianischen Quellen und die interessanten Geschichten, die er zu erzählen hat, ohne trockene Theorie an den Leser heranzutragen.
Thomas V. Cohen bezeichnet das Buch als anschaulich, lebhaft und sehr lehrreich.
Natalia Nevzorova empfiehlt das Buch einem großen Kreis von Amateuren und Akademikern zur Lektüre. Sie beschreibt es als „fruchtbare Ergänzung zur Untersuchung der Venezianischen Gesellschaft zum Ende der Renaissance und als wertvollen Beitrag zur Arbeit der italienischen Schule zu diesem Thema.“
Die Verbreitung des Buches ist jedoch überschaubar. Es ist in der ersten Auflage erhältlich und wurde in keine andere Sprache übersetzt.

## Ausgabe
- Englische Originalausgabe: Guido Ruggiero: Binding Passions: Tales of Magic, Marriage and Power from the End of the Renaissance. Oxford University Press, New York 1993, ISBN 0-19-507930-2.